# Arenomydas lightfooti
Arenomydas lightfooti är en tvåvingeart som beskrevs av Hesse 1969. Arenomydas lightfooti ingår i släktet Arenomydas och familjen Mydidae. Inga underarter finns listade i Catalogue of Life.